# Fernando Hierro Chomón
Fernando Hierro Chomón (Bilbao, País Basc, 1949) és un activista polític basc, militant històric dels Grups de Resistència Antifeixista Primer d'Octubre (GRAPO). Ha passat 27 anys a les presons dels estats espanyol i francès per la seva activitat revolucionària.

## Biografia
El 1972 és detingut després de participar en les revoltes obreres de Vigo. S'està més d'un any a la presó i posteriorment passa a la clandestinitat. L'agost del 1977 és detingut de bell nou a Madrid per pertinença als Grups de Resistència Antifeixista Primer d'Octubre (GRAPO), organització en la qual és responsable de la Comissió Militar. És torturat durant 29 dies seguits per la Guàrdia Civil, que arriba a cremar-li la mà amb bufador. Ingressa novament a la presó. El 17 de desembre del 1979 aconsegueix fugir de la presó de Zamora, juntament amb altres quatre militants comunistes i antifeixistes. Al maig del 1980 és ferit de bala a Vigo, detingut i de nou brutalment torturat. Ingressa a la presó d'Herrera de la Mancha.
El 1996 va participar en les converses dels GRAPO amb el govern de José María Aznar. Al juliol del 1998, amb la condemna totalment complida, és excarcerat i torna a Euskal Herria. La seva vida en el barri bilbaí de Sant Andrià, amb la seva família i els seus companys de militància, segueix resultant incòmoda per a l'estat, que no deixa de mantenir-lo sota vigilància. El 2001 passa de nou a la clandestinitat per realitzar activitats en favor del Partit Comunista d'Espanya (reconstituït) (PCE-r). És detingut novament el 18 de juliol del 2002, a París i condemnat per "associació de malfactors".
El 25 de gener del 2008 és traslladat de la presó de Bapaume a un centre de detenció de Lilla (França) i d'aquí és traslladat en avió fins a l'Audiència espanyola, que havia reclamat la seva presència. Abans de passar per l'Audiència és ingressat durant el cap de setmana a la presó madrilenya de Soto del Real. És aïllat i se li nega la visita de la seva companya sentimental.
El 28 de gener compleix íntegrament la condemna a la qual havia estat sentenciat i, després de declarar davant l'Audiència espanyola, és deixat en llibertat vigilada.
Durant la seva trajectòria revolucionària, Fernando Hierro ha desenvolupat 18 vagues de fam per la dignitat i resistència dels presos polítics, una d'elles de 435 dies de durada, que el va deixar al límit de la mort. En total, ha passat 27 anys a les presons dels estats espanyol i francès.